# OpenID
Az OpenID egy nyílt, decentralizált, ingyenes internetes szolgáltatás, ami lehetővé teszi a felhasználók számára, hogy egyetlen digitális identitással lépjenek be különböző oldalakra. 
Az autentikáció mellett az OpenID keretrendszer eszközöket is biztosít a felhasználóknak ahhoz, hogy megosszák digitális identitásuk egyéb összetevőit. A folyamatosan bővülő OpenID Attribute Exchange specifikáció alapján a felhasználók képesek pontosan meghatározni az identitásszolgáltatójuk által megosztható információk körét, így például a nevüket, címüket és telefonszámukat.